# Жан-Армель Кана-Біїк
Жан-Армель Кана-Біїк (фр. Jean-Armel Kana-Biyik, нар. 3 липня 1989, Мец) — французький і камерунський футболіст, центральний захисник клубу «Мец».
Виступав за національну збірну Камеруну.

## Клубна кар'єра
У дорослому футболі дебютував 2007 року виступами за команду «Гавр», в якій провів три сезони, взявши участь у 42 матчах чемпіонату.
Своєю грою за цю команду привернув увагу представників тренерського штабу «Ренн», до складу якого приєднався влітку 2010 року за 2,5 мільйони євро. Відіграв за команду з Ренна наступні чотири з половиною сезони, здебільшого як основний гравець захисту.
На початку 2015 року приєднався до «Тулузи», звідки за півтора роки перебрався до Туреччини, де три роки грав за «Кайсеріспор», а згодом два роки за «Газіантеп ББ».
У січні 2022 року повернувся на батьківщину, до рідного міста, ставши гравцем «Меца».

## Виступи за збірні
Протягом 2006–2009 років залучався до складу молодіжної збірної Камеруну. На молодіжному рівні зіграв у 23 офіційних матчах, а згодом у 2009–2010 роках також грав за «молодіжку» Франції.
На рівні національних команд вирішив захищати кольори історичної батьківщини і 2012 року дебютував в офіційних матчах за національну збірну Камеруну. У її складі був учасником Кубка африканських націй 2019 року в Єгипті.

## Статистика виступів

### Статистика клубних виступів
Станом на 17 листопада 2016
| Сезон              | Команда            | Чемпіонат          | Чемпіонат | Чемпіонат | Усього   | Усього |
| Сезон              | Команда            | Campionato         | Ігорenze  | Голів     | Ігорenze | Голів  |
| ------------------ | ------------------ | ------------------ | --------- | --------- | -------- | ------ |
| 2007–08            | «Гавр»             | Л2                 | 4         | 0         | 4        | 0      |
| 2008–09            | «Гавр»             | Л1                 | 10        | 0         | 10       | 0      |
| 2009–10            | «Гавр»             | Л2                 | 28        | 0         | 28       | 0      |
| Усього за «Гавр»   | Усього за «Гавр»   | Усього за «Гавр»   | 42        | 0         | 42       | 0      |
| 2010–11            | «Ренн»             | Л1                 | 28        | 1         | 28       | 1      |
| 2011–12            | «Ренн»             | Л1                 | 34        | 1         | 34       | 1      |
| 2012–13            | «Ренн»             | Л1                 | 30        | 0         | 30       | 0      |
| 2013–14            | «Ренн»             | Л1                 | 21        | 1         | 21       | 1      |
| 2014-січ. 2015     | «Ренн»             | Л1                 | 0         | 0         | 0        | 0      |
| Усього за «Ренн»   | Усього за «Ренн»   | Усього за «Ренн»   | 113       | 3         | 113      | 3      |
| січ.-черв. 2015    | «Тулуза»           | Л1                 | 13        | 1         | 13       | 1      |
| 2015–16            | «Тулуза»           | Л1                 | 18        | 2         | 18       | 2      |
| Усього за «Тулузу» | Усього за «Тулузу» | Усього за «Тулузу» | 31        | 3         | 31       | 3      |
| 2016-              | «Кайсеріспор»      | СЛ                 | 10        | 0         | 10       | 0      |
| Усього за кар'єру  | Усього за кар'єру  | Усього за кар'єру  | 196       | 6         | 196      | 6      |